# ARD Mediathek
Die ARD Mediathek ist das gemeinsame anmeldefreie, gebührenfinanzierte Angebot von Abrufvideos der Landesrundfunkanstalten und Gemeinschaftseinrichtungen der ARD sowie des ZDF. Das Angebot wurde wie die ehemals eigenständige Das Erste: Mediathek erstmals 2007 auf der Internationalen Funkausstellung in Berlin vorgestellt und im Mai 2008 gestartet. Redaktionell betreut wird sie von der Online-Redaktion ARD.de in Mainz. Depublizierte Inhalte werden kosten- und anmeldepflichtig beim Streamingdienst ARD Plus angeboten.

## Angebote
Über die ARD Mediathek werden zahlreiche Sendungen und Beiträge als Abrufvideos angeboten. Dabei handelt es sich vor allem um Eigen- oder Auftragsproduktionen, die in Das Erste, den ARD-Digital-Programmen oder den dritten Fernsehprogrammen der ARD ausgestrahlt wurden. Das Erste, die Dritten, One, tagesschau24 und ARD-alpha sind mit eigenen Kanälen vertreten.
Beispiele aus dem Ersten sind:
- Nachrichtenformate wie Tagesschau oder Tagesthemen
- Politische Sendungen wie Report Mainz oder Report München
- Fernsehreihen und -serien wie Tatort oder In aller Freundschaft
- Kultursendungen wie Druckfrisch oder ttt – titel, thesen, temperamente
- Kinderprogramme wie Die Sendung mit der Maus
- Wissenschaftliche Sendungen wie W wie Wissen oder Wissen vor acht

Bekannte Sendungen der dritten Fernsehprogramme in der ARD Mediathek sind beispielsweise 3 nach 9 von Radio Bremen, Abendschau (Bayerischer Rundfunk), NightWash (Westdeutscher Rundfunk), Marktcheck (Südwestrundfunk) oder Zapp (Norddeutscher Rundfunk).

Das Logo der ARD Mediathek von 2018 bis 2019

Das Logo der ARD Mediathek von 2008 bis 2018

Alle Inhalte sind nach der Änderung des 12. Rundfunkänderungsstaatsvertrag vom 1. Juni 2009, der eine Beschwerde vom Verband der Privater Rundfunk und Telemedien vorausging, einer Depublizierungspflicht unterworfen und dadurch unterschiedlich lange abrufbar.
Darüber hinaus können in der ARD Mediathek viele Fernsehprogramme der ARD als Livestream gesehen werden.

## Eingliederung der weiteren Mediatheken der ARD
Im August 2019 wurden die Das Erste: Mediathek und die Mediatheken der dritten Programme als eigenständige Angebote eingestellt und in die ARD Mediathek eingegliedert. Die Hörfunk-Angebote aller ARD-Mitgliedssender sind seitdem in der zentralen ARD Audiothek abrufbar.

## Fernseharchiv ARD Retro
Seit dem 27. Oktober 2020 – anlässlich des UNESCO Welttag des Audiovisuellen Erbes – werden von den ARD-Sendeanstalten und dem Deutschen Rundfunkarchiv (DRA) mehrere tausende Fernsehbeiträge aus den 1950er und 1960er Jahren (aus urheberrechtlichen Gründen bis 1965) in der ARD Mediathek zur Verfügung gestellt, die einen „Einblick in die frühe Fernsehberichterstattung der Bundesrepublik Deutschland und der Deutsche Demokratische Republik“ geben sollen. Das Projekt „ARD Retro“ startete mit etwa 9000 Videobeiträgen und soll in Zukunft rund 40.000 Videobeiträge anbieten, darunter auch zum Start mehrere hunderte Videobeiträge aus Beständen des Deutschen Fernsehfunks (DFF), die in Zukunft auf mehrere tausend Videos anwachsen sollen. Die Videos sind dauerhaft abrufbar.

## Navigation
Auf die Videos in der ARD Mediathek kann auf verschiedenen Wegen zugegriffen werden: Direkt auf der Einstiegsseite stehen aktuelle Empfehlungen der Redaktion und spezielle Dossiers zu thematischen Schwerpunkten. Außerdem gibt es besondere Überblicksseiten für die Fernsehangebote. Dort lassen sich auch die jeweils aktuellen Fernseh-Livestreams aufrufen.
Darüber hinaus kann das Angebot nach medienspezifischen Rubriken wie „Film-Tipps“ geordnet werden. Daneben können einzelne Angebote unter der Rubrik „Sendung verpasst“ nach Sendedatum oder über eine alphabetische Auflistung gesucht werden.
Sofern ein Benutzerkonto eingerichtet wird, lassen sich Videos vormerken und der Verlauf nachvollziehen. Das Konto ist auch für die ARD Audiothek gültig.

## Vernetzung öffentlich-rechtlicher Mediatheken
Am 21. Juni 2021 gaben der Vorsitzende der ARD, WDR-Intendant Tom Buhrow, und ZDF-Intendant Thomas Bellut in Mainz die geplante Verknüpfung ihrer Angebote bekannt. Die gemeinsame Mediathek der neun ARD-Anstalten ist in Mainz angesiedelt, ebenso wie die ZDFmediathek. Tom Buhrow skizzierte in seinem Gastbeitrag für die Frankfurter Allgemeine Zeitung „Wo die ARD im Jahre 2030 steht“ die Vision einer großen gemeinsamen Mediathek von ARD und ZDF, die er bereits im Oktober 2020 bei den Medientagen in München angekündigt hatte. Drei Jahre später wurden beide Mediatheken miteinander verknüpft.

## Zugriffsmöglichkeiten
Die Inhalte der ARD Mediathek können auch über Programme und Portale Dritter aufgesucht werden. Die aktuellen Portale lauten:
- vavideo: Die ARD Mediathek kann vollständig durchsucht werden. Filme lassen sich vormerken und abspeichern.
- Sendungverpasst.de: Verschiedene Sendungen werden angezeigt.
- MediathekViewWeb: Browser-Variante von MediathekView (siehe unten). Erlaubt Zugriff auf die Rohdateien der Mediathek und direkte Downloads.

Verschiedene Programme:
- EasyDownLight: Downloader für Videos aus den Mediatheken (für Windows, Linux und Android).
- StreamTransport Tool für Windows, das Streams auf Websites finden und diese abspeichern kann.
- MediathekView: Die auf Java basierende App kann Mediatheken durchsuchen und Filme speichern. Zum Teil sind externe Programme notwendig.
- Zapp, Android-App von MediathekView
- Download Mediathek: Mit der Chrome-Erweiterung können Inhalte der Mediathek heruntergeladen werden.[8]